# 야다바 왕조
데바기리의 야다바 왕조 또는 세우나 왕조(칸나다어: ಸೇವುಣ), 세부나 왕조(산스크리트어: सेऊण)는 중세 인도의 왕조로, 전성기에는 북쪽의 나르마다강에서 남쪽의 퉁가바드라강까지 데칸 지역 서부에 이르는 영역을 통치했다. 그 영토에는 오늘날의 마하라슈트라주, 카르나타카주 북부 및 마디아프라데시주 일부가 포함되었으며, 수도는 데바기리(오늘날 다울라타바드)였다.
야다바 왕조는 처음에 서찰루키아의 봉건 세력으로 존재했다. 12세기 중엽 찰루키아 세력이 약화되자, 야다바 왕 빌라마 5세는 독립을 선언했다. 야다바 왕조는 심하나 2세 때 절정에 달했고, 이후 델리 술탄국의 할지 왕조에 합병된 14세기 초까지 번영을 누렸다.

## 어원
이들은 스스로를 고대 야다바족의 후손이라고 주장했고, 따라서 이 왕조의 통치자들은 때때로 '데바기리의 야다바'라고 불린다. 그러나 실제 이름은 '세우나' 또는 '세부나'였을 것이다. 그들 스스로는 물론이고, 동시대 주변 왕국들과 제국(호이살라, 카카티야, 서찰루키아)의 비문 역시 '세우나'라고 기록했다. 이 이름은 아마도 그들의 두번째 통치자였던 '세우나찬드라'에게서 유래했을지도 모른다.
'세부나(Sevuna)' 또는 '세우나(Seuna)'라는 명칭은 1984년 영국의 학자 존 페이스풀 플릿의 저서 『봄베이 주 칸나다 지역의 왕조들』에서 소개되었는데, 그는 이 책에 야다바 왕조의 가장 초기 역사적인 시기부터 1317년 무슬림 정복에 의해 멸망하기까지의 역사를 기록해놓았다.

## 기원

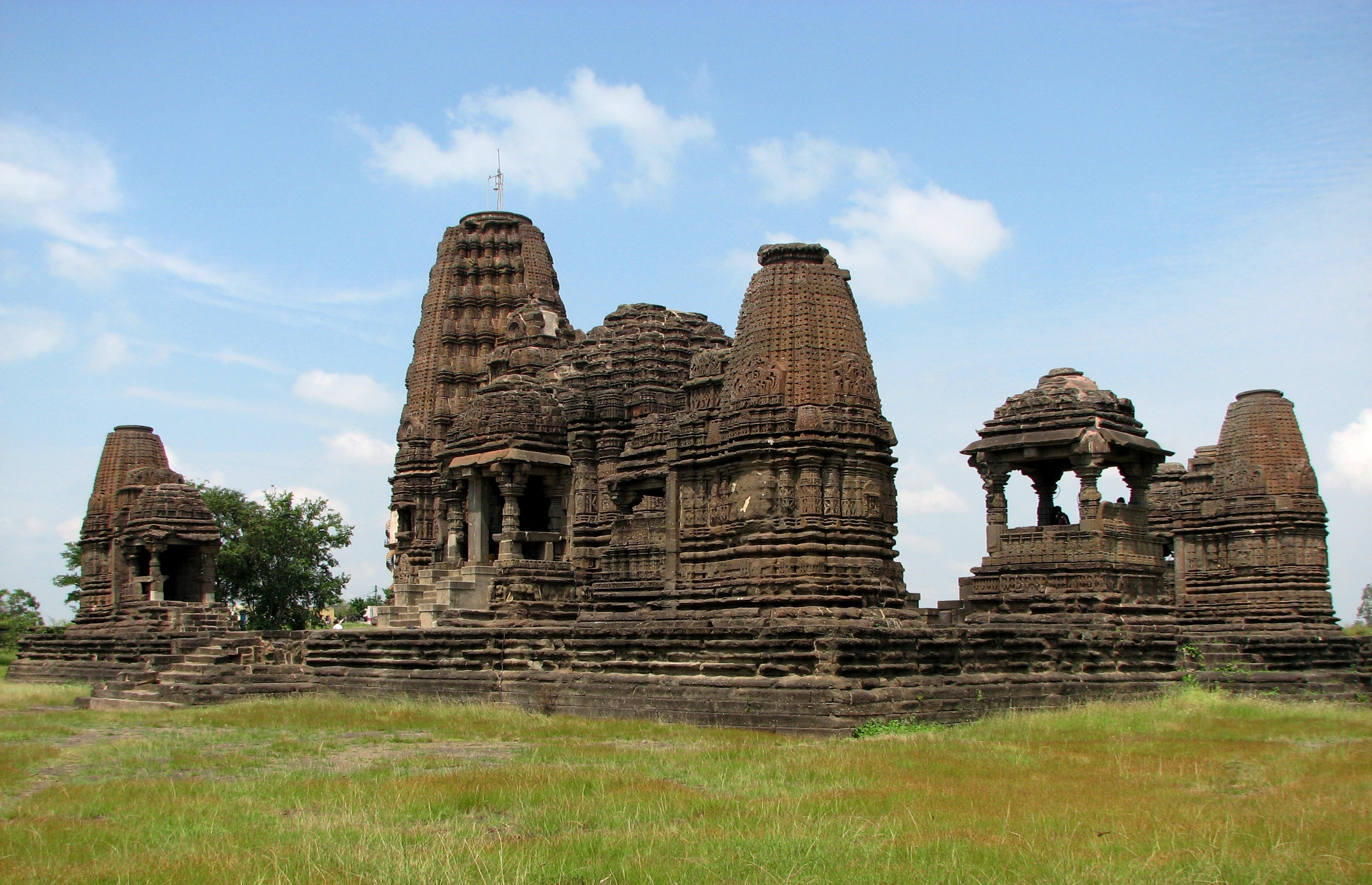
야다바 왕조 시기에 건립된
곤데슈와르 힌두사원

야다바 왕조의 설립 연도는 9세기 중반까지 거슬러 올라갈 수 있지만, 그들의 기원은 매우 불확실하며, 초기 역사에 대해서는 거의 알려져 있지 않다. 그들의 13세기 궁정 시인 헤마드리는 야다바 초기 통치자들의 이름을 기록하고 있지만, 그마저도 12세기 이전의 기록부터는 불완전하고 부정확하다.

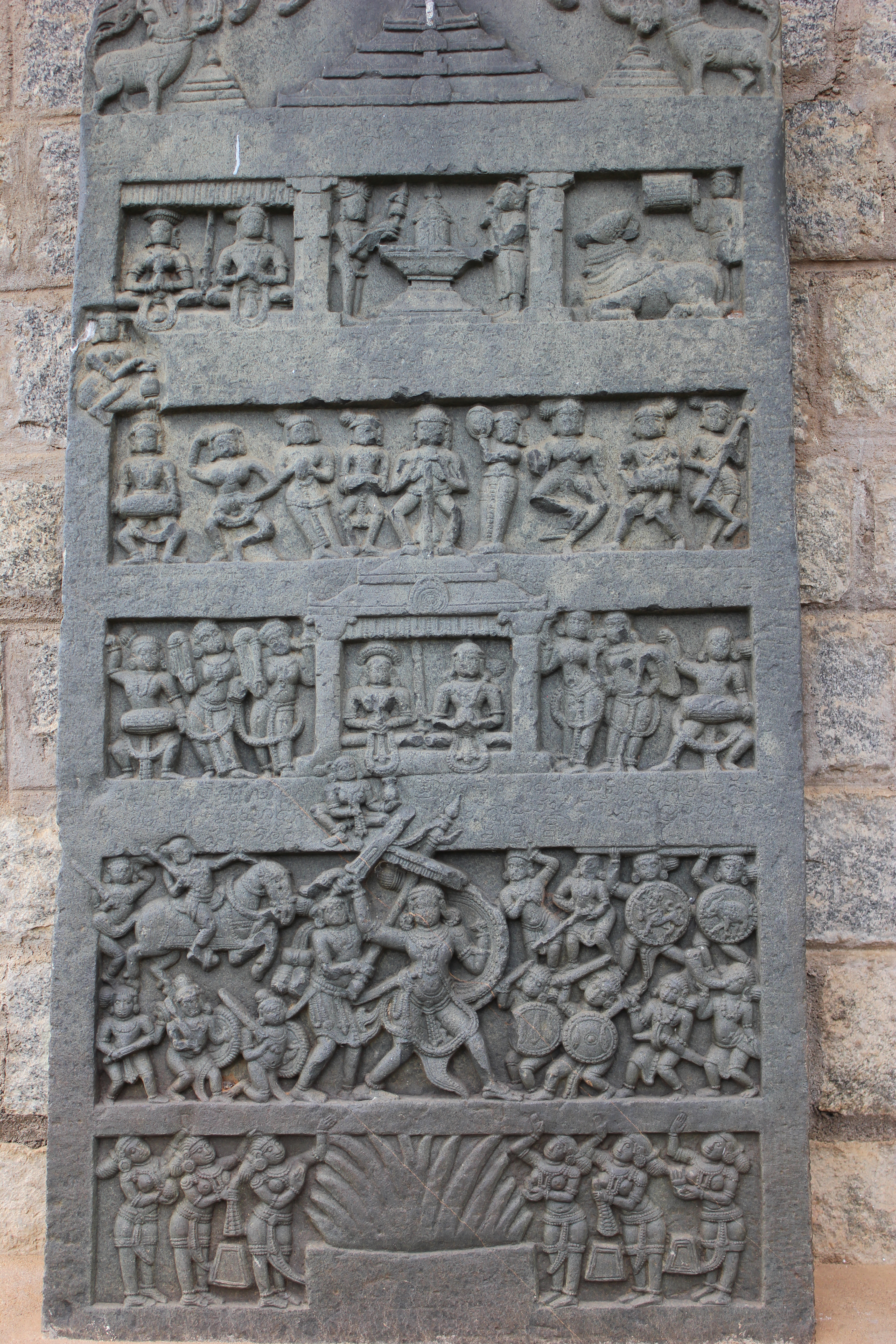
카르나타카 시모가 지역 발라가비에 있는 케다레쉬바라 사원의 '영웅석' 명문. 1286년 야다바 왕 라마찬드라 시기에 세워진 것이다. 고대 칸나다어가 새겨져 있다.

그들 스스로는  자신들의 왕조가 푸라나에 기록된 전설적인 영웅 야두의 후손이라고 주장했다. 이에 따르면, 헤마드리의 『브라타칸다』와 여러 비문에서 언급되는 그들의 조상은 본래 마투라에서 살다가 오늘날 구자라트의 드바라카로 이주했다고 한다.
자이나교의 전설은 그들의 성인 지나프라바수리가 드바라카를 파괴한 대화재로부터 야다바 왕조의 창시자인 드리다프라하라의 어머니를 구했으며, 이후 후손들은 발라비에서 칸데시로 이동했다고 한다.
하지만 그들과 드바라카 사이의 연관성을 확증하는 역사적인 증거는 아직 발견되지 않았다. 실제로 야다바 왕조의 통치자들은 드바라카를 정복하거나 그 지역과 정치적·문화적인 관계를 맺으려고 시도조차 하지 않았으며, 그들이 정치적으로 이름을 떨친 이후에야 야두의 후손, 내지는 드바라카 출신의 이방인이라고 주장했다.
드바라카가 야두의 후손들과 관련이 있다거나, 야다바 왕조가 그 도시와의 연관성을 주장했던 것은, 단순히 그들의 실제 지리적 기원 뿐만 아니라 야두에게서 물려받은 혈통적인 기원을 주장해서 일수도 있다. 한편 그들의 이웃들 중 하나였던 남쪽의 호이살라 왕국 역시 스스로를 야두의 후손, 또는 드바라카의 이전 지배자라고 주장했다.
초기 야다바 통치자들의 영토는 오늘날의 마하라슈트라주 일대에 위치해 있었고, 몇몇 학자들(특히 마하라슈트라 출신)은 야다바 왕조의 '마라타' 기원설을 주장했다. 그러나 오늘날의 마하라슈트라주의 언어인 마라티어는 14세기 무렵이 되서야 비문에서 주도적인 언어로 등장했고, 그 이전까지는 칸나다어와 산스크리트어가 비문에서 지배적으로 사용되었기 때문에 타당한 주장은 아니다. 결정적으로 야다바 왕조의 비문에서도 칸나다어와 산스크리트어로 쓰여진 내용이 대부분이며, 마라티어는 비문 번역문이나 추가 내용 등에서 간간히 쓰였다.
야다바 왕조의 마지막 반 세기 통치 동안은 마라티어 사용 빈도가 증가하는데, 이것은 아마도 마라티어를 사용하려는 그들의 시도에 대한 증거이자 칸나다어를 사용하는 호이살라 왕국과 차별화되려는 결과물이었을 것이다. 야다바 왕조가 '마라트(Marathe)'라는 단어를 스스로의 명칭으로 사용한 최초의 사례는 1311년에 비토바 사원에 대한 후원을 기록한 비문에서 등장한다. 이 무렵은 거의 왕조 말기였다. 그러나 이 단어는 '마라타'라는 카스트 계급을 나타내는 것이 아니라, '마하라슈트라에 속함'이라는 뜻을 의미했다.
비문학적 증거는 야다바 왕조가 칸나다어를 사용하는 민족 배경에서 출현했을 가능성이 있었음을 암시한다. 약 500여개의 야다바 비문이 발견되었고, 그중 칸나다어가 가장 일반적인 언어였으며 산스크리트어가 그 뒤를 이었다. 오늘날 카르나타카에서 발견된 비문들 중 대부분은 칸나다어 문자로 이루어져 있으나, 일부는 데바나가리 문자를 사용한다. 카르나타카의 옛 비문은 또한 9세기에 다르와드 지역에서 봉건제 형태의 야다바 통치(ex. 마사바디의 세우나)가 있었음을 증명하지만, 이들은 12세기의 야다바 왕조 직계와 확실한 연결 고리가 없다.
야다바 통치자들은 '드하디야파(Dhadiyappa)', '빌라마(Bhillama)', '라주기(Rajugi)', '바두기(Vadugi)', '베수기(Vesugi)', 그리고 '칼리야-발랄라(Kaliya Ballala)'와 같은 다양한 칸나다어 이름 및 호칭을 가지고 있었다. 몇몇 왕들은 그들 이전에 카르나타카를 통치했던 칼야니의 칼라추리가 사용했던 '심하나(Shihana)' 또는 '싱하나(Singhana)', 내지는 '말루기(Mallugi)'와 같은 칭호를 사용하기도 했다. 기록에 따르면, 초기 통치자 중 한 명인 세우나찬드라 2세는 '칸나다'라는 칭호를 가지고 있었다고 한다.
한편, 그들은 통치 기간 동안 칸나다어를 사용하는 다양한 지배층 가문들과 매우 긴밀한 결혼 관계를 맺었다. 대표적인 예로 야다바 왕 빌라마 2세는 카르나타카의 라슈트라쿠타 후손인 공주 라치야브베와 결혼했으며, 바디가는 라슈트라쿠타 족장 도라파의 딸 바디야브와 결혼했다. 또한 베수기와 빌라마 3세의 아내는 찰루키아 공주였다. 때문에 칸나다어는 야다바 왕조의 궁정 언어로 사용되었는데, 이는 초기 야다바 주화에 칸나다 전설이 새겨진 것이 발견됨으로써 입증되었다. 초기 야다바인들은 데칸 지역의 정치적인 상황 때문에 북부로 이동했을 수도 있고, 아니면 라슈트라쿠타 통치자들에 의해 파견되었을 수도 있다.

## 역사

### 봉신국 시대

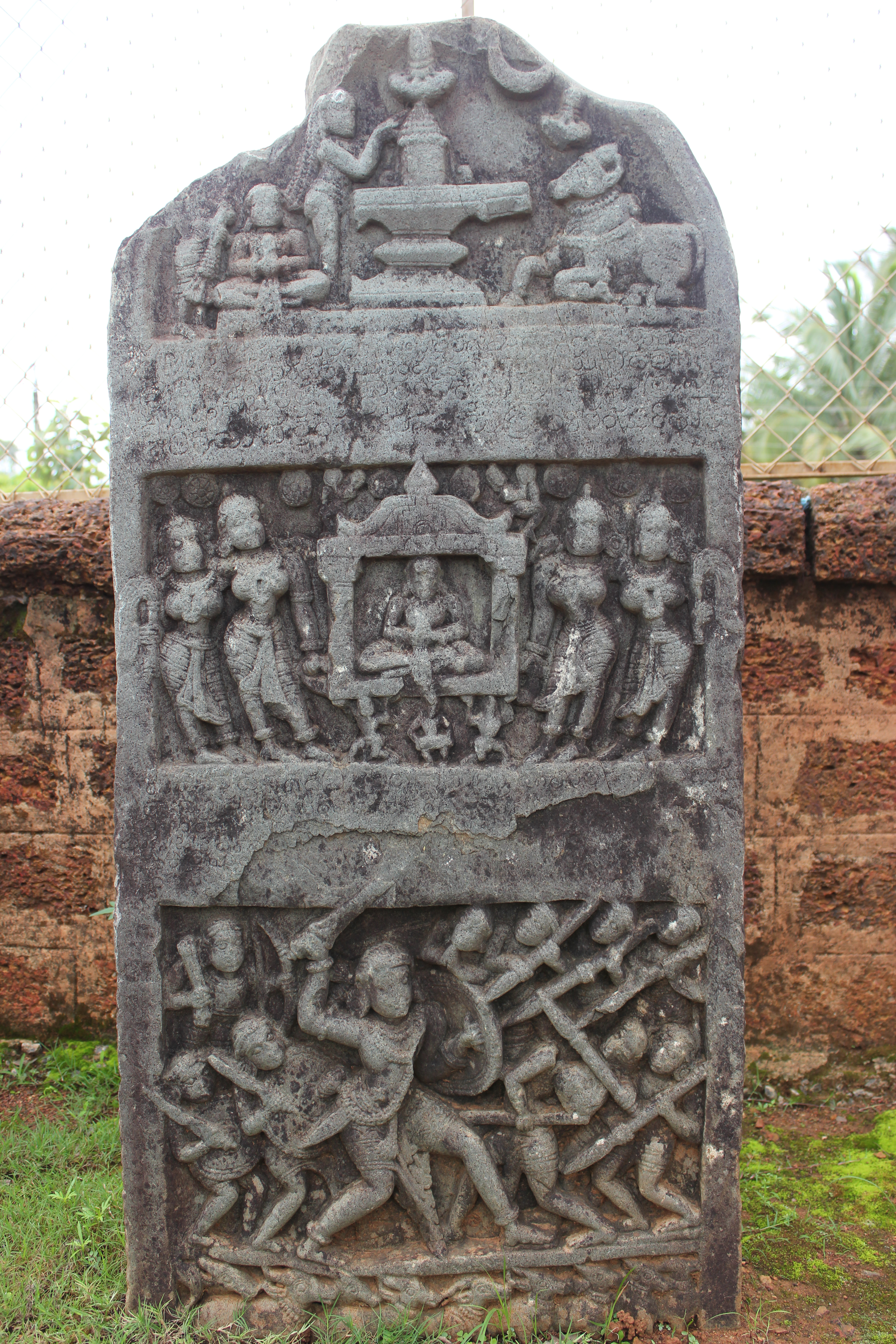
카르나타카 시모가 지역 구소라바탈룩의 쿠베투르에서 발견된 영웅석 명문. 야다바 왕 심하나 2세 재위기인 1235년에 제작된 것이다.

역사적으로 확인된 야다바 왕조의 가장 초기 통치자는 드리다프라하라(재위: 860~880년)로, 찬드라디타푸라(오늘날 찬도르)라는 도시를 세웠다고 전해진다. 그는 아마도 프라티하라와 라슈트라쿠타 사이의 전쟁이 가져온 혼란 속에서, 침입자들로부터 칸데시 지역 사람들을 보호함으로써 두각을 드러냈을 것이다.
드리다푸라하라의 아들이자 후계자는 세우나찬드라(재위: 880~900년)이었는데, 이 시기의 야다바 왕조는 그의 이름을 따서 세우나밤샤(IAST: Seuṇa-vaṃśa)라고 불렸으며, 그들의 영토는 '세우나데샤(Seuna-desha)'라고 불렸다. 그는 아마도 라슈트라쿠타를 도와 북쪽의 파라마라 왕조에게 대항했으며, 이후 라슈트라쿠타의 봉신이 되었을 것이다. 한편 그는 세우나푸라(아마도 오늘날 신나르)라는 새로운 마을을 세웠다.
세나찬드라의 후계자들인 다디야파(Dhadiyappa), 빌라마 1세(Bhillama I), 그리고 라주기(Rajugi, 또는 라지가/Rajiga)에 대한 정보는 그리 많지 않다.
그 다음 통치자 반두기(또는 밧디가 1세)는 라슈트라쿠타 황실과 결혼함으로써 가문의 정치적 지위를 높혔다. 그는 또한 라슈트라쿠타 황제 크리슈나 3세의 조카인 보히바야와 결혼했다. 반두시는 크리슈나 황제의 군사 원정에 함께 동행했는데, 덕분에 가문의 영지가 늘어났을수도 있지만, 이것을 함부로 단정지을 수는 없다.
다음 통치자인 다디야사(재위: 970~985년)는 알려진 바가 거의 없다. 그의 아들 빌라마 2세는 라슈트라쿠타를 무너뜨리고 데칸 일대에 군림한 칼랴니 찰루키아 통치자 타일라파 2세의 종주권을 인정했다. 이후 찰루키아의 봉신이 된 그는, 타일라파가 말와 왕국의 파라마라 왕 문자를 상대로 승리하는 과정에서 중요한 역할을 했다. 빌라마 2세는 구자라트 찰루키아 영주의 딸인 나일라데비와 결혼한 베수기 1세(재위: 1005~1025년)에 의해 계승되었다. 베수기 1세의 후계자 빌라마 3세는 그의 칼라스 버드룩(Kalas Budruk) 보조금 비문으로 존재가 확인된다. 그는 바사이(바세인) 비문에서 확인되듯이 찰루키아 황제 자야심하 2세의 딸인 아발라데바와 결혼했으며, 그의 조부와 마찬가지로 찰루키아 군대(자야심하 2세와 그의 아들 소메슈바라 1세가 포함된)가 말와 왕 보자에 맞설 때 도움을 주었을지도 모른다.
이후 베수기 2세와 빌라마 4세의 통치 기간인 10년 동안, 야다바 왕조는 원인을 알 수 없는 이유로 쇠퇴한 것으로 보인다. 그 다음 통치자는 세나찬드라 2세였는데, 그는 야다바 기록에 따르면 '비슈누가 바라하의 화신으로서 지구의 운을 회복시킨 것'처럼 가문의 운을 회복시켰다고 한다. 세나찬드라 2세는 1052년에 발견된 데오랄리 비문에 따르면 1050년경에 즉위했을 것으로 추정된다.
한편 그의 재위 시기에 찰루키아에서는 소메슈바라 2세와 비크라마디티야 6세 사이의 내전이 한창이었다. 세나찬드라 2세는 후자를 지원했고, 이후 그가 승리하고 황제로 즉위하자 보답으로 '마하만달레쉬바라(Maha-mandaleshvara)'라는 봉건 영주 칭호를 받았으며, 칸데쉬를 포함한 여러 하위 봉건국들을 거느리게 되었다. 아들 아이람마데바(또는 에람마데바, 재위: 1085~1105년)가 그의 뒤를 이었다.
아이람마데바는 그의 형제 심하나 1세(재위: 1105~1120년)에 의해 계승되었다. 야다바 기록에 따르면, 심하나 1세는 그의 군주였던 비크라마디티야 6세에게 카르푸라 지역의 코끼리를 바침으로써 '카르푸라 브라타(Karpura-vrata)' 의식을 마무리할 수 있도록 도움을 주었다고 한다. 1124년에 제작된 비문에는 그가 팔리얀다(오늘날 파란다)의 4000개 주를 통치하고 있었다고 언급되어 있다. 안야네리에 있는 1142년 비문은 '세우나찬드라'라는 인물이 통치하였다고 기록해놓았지만, 헤마드리의 기록에는 그에 대한 언급이 일절 없었다. 역사가 R.G. 반다르카르는 이 '세우나찬드라'가 야다바 가문의 하위 봉신이었을 것이라는 가설을 세웠다.
다음으로 알려진 통치자 말루기(재위: 1145~1160년)는 찰루키아 황제 타일라파 3세의 충실한 봉신이었는데, 그의 명으로 장군 다다와, 다다의 아들 마히드하라는 찰루키아에 대항하는 반항적인 칼라추리 통치자 비할라 2세와 싸웠다. 그는 파르나케타(오늘날 아콜라 지역의 파트케드)를 점령함으로써 가문의 영토를 확장시켰다. 야다바 기록은 그가 웃칼라 왕의 코끼리들을 사로잡았다고 주장하지만, 자세한 내용은 밝혀지지 않았다. 한편 말루기는 루드라 치하의 카카티야 왕조를 급습했으나, 이것은 그에게 아무런 영토적인 이익을 가져다 주지 못했다. 말루기의 뒤를 이은 것은 그의 장남 아마라-강게야(Amara-gangeya)였으며, 이후 그의 아들 아마라-말루기(Amara-mallugi)가 뒤따라서 즉위했다. 아마라-말루기와의 관계를 알 수 없는 그 다음 통치자 칼리야-발랄라(Kaliya-ballala)는 아마도 찬탈자였을 것이다. 그는 1175년 경에 빌라마 5세에 의해 계승되었다.

### 패권국으로의 부상
1175년 빌라마 5세가 즉위할 당시, 야다바 왕조의 명목상의 상위 군주였던 칼야니의 찰루키아인들은 호이살라 왕국과 칼라추리 왕조와 같은 옛 봉신국들과 싸우느라 정신이 없었다. 빌라마는 이 틈을 타서 북부 구자라트 왕국과 말와 왕국을 급습했지만, 영토를 확장시키지는 못했다. 차울루키아의 봉신이였던 차하마나 왕조 통치자 켈하나는 그를 강제로 퇴각시켰다. 한편, 그 무렵 호이살라 왕국의 발랄라 2세는 수도 칼랴니를 함락시키고, 찰루키아의 마지막 군주였던 소메슈바라 4세를 축출했다.
이후 찰루키아의 광대한 영토는 야다바 왕조, 호이살라 왕조, 카카티야 왕조에 의해 카베리강과 나르마다강을 기준으로 각각 분할점령되었다.

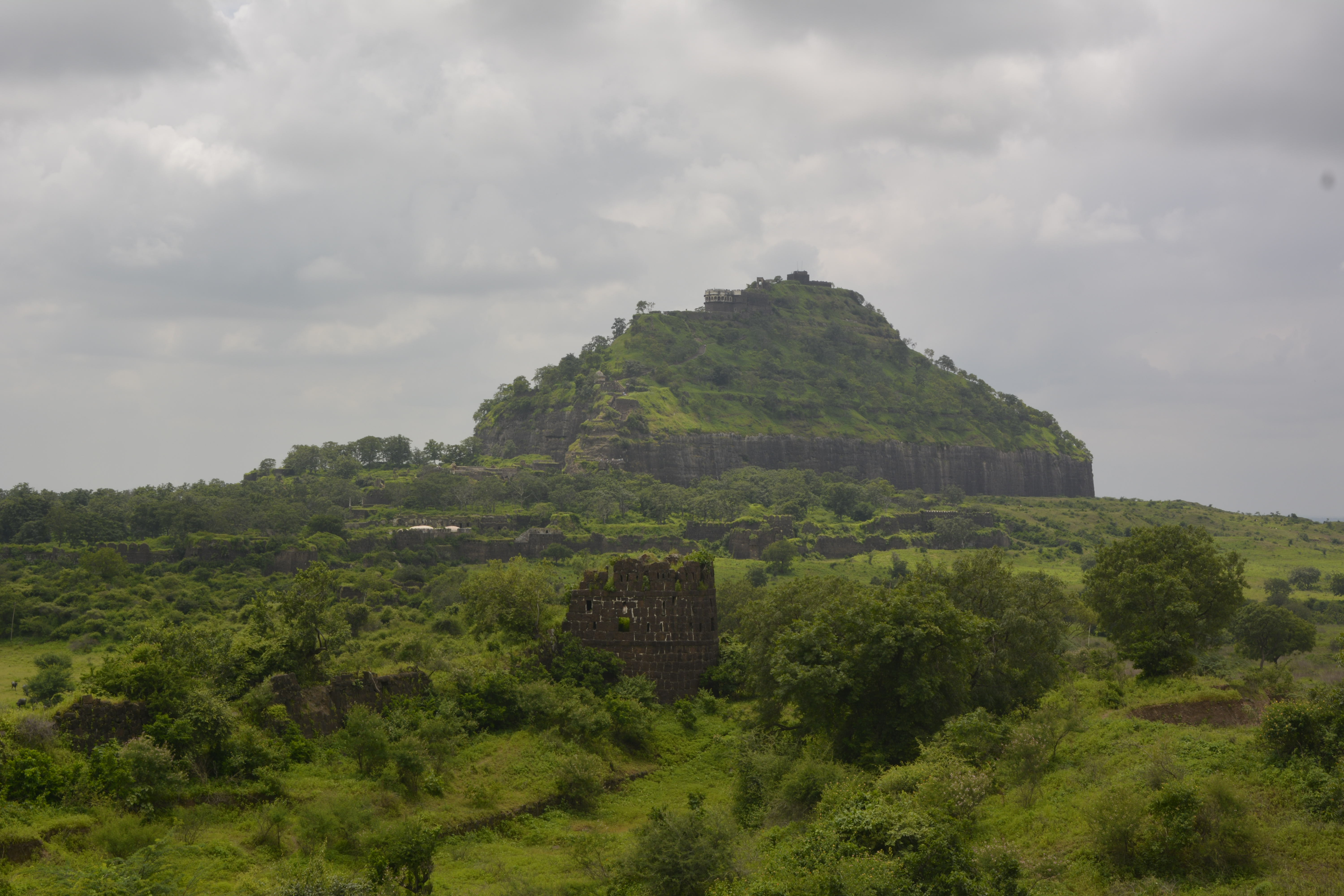
야다바 왕조의 수도 데바가리의 오늘날 모습

1187년경 빌라마 5세는 발랄라 2세가 이끄는 호이살라인들에게 퇴각을 강요했으며, 옛 찰루키아 수도 칼야니를 장악했고, 스스로를 황제로 선언했다. 그 후 그는 가공할만한 천연 요새인 데바기리를 건설하였고, 이곳은 나중에 야다바 왕조의 새로운 수도가 되었다.
1180년대 후반, 발랄라 2세는 야다바 왕조에 대항하는 군사 원정을 시작했는데, 이는 성공적이어서 소라투르에서 빌라마 5세는 호이살라에게 패배했다. 야다바 왕조는 이전 20년 동안 야다바-호이살라 국경을 형성했던 말라프라바강과 크리슈나강 이북으로 쫒겨났다.

### 제국의 확장
빌라마 5세의 아들 자이투기는 1194년 카카티야 왕조에 대한 원정을 성공적으로 마무리했고, 그들에게 야다바의 종주권을 인정하도록 강요했다.
1200년 또는 1210년경에 즉위한 자이투기의 아들 심하나는 야다바 왕조에서 가장 훌륭한 통치자로 여겨진다. 그의 치세에 야다바 왕조는 아마도 북쪽으로는 나르마다강에서 남쪽으로는 퉁가바드라강까지, 그리고 서쪽으로는 아라비아해에서 동쪽으로는 오늘날 텔랑가나 서부까지 확장되었을 것이다. 그는 호이살라가 판디아와 전쟁을 벌이고 있는 틈을 타서 남인도에 대한 군사 원정을 시작했고, 호이살라의 영토 상당 부분을 점령했다. 이 과정에서 이전에 호이살라의 종주권을 인정했던 라타 왕조가 반기를 들어 독립해나간 뒤, 야다바 왕조가 남쪽으로 세력을 확장하는 것에 도움을 주었다. 1215년, 심하나는 북부의 말와 왕국을 성공적으로 침략했다. 헤마드리에 따르면 이 침략은 말와 왕 아르주나바르만의 죽음을 초래했다고 한다. 그러나 이 주장은 그 신빙성이 의심스럽다. 1년 뒤인 1216년, 심하나는 독자적인 세력을 주장하던 콜하푸르의 실라하라 왕 보자 2세를 물리쳤다. 이 승리로 수도 콜하푸르를 포함한 실라하라 왕조 영토 전역이 야다바 왕조에 합병되었다.
1220년, 심하나는 야다바와 말와 왕국, 그리고 차울루키아 왕조의 구자라트 왕국 사이에서 계속 충성의 대상을 바꾸는 라타 지역을 응징하기 위해 군대를 파견했다. 야다바 장군 크홀쉬바라는 그곳의 통치자인 심하를 죽이고 라타를 점령했으며, 심하나는 심하의 아들 샨카를 새로운 통치자로 임명했다. 얼마 후, 차울루키아 장군 라바나프라사다가 라타를 침공하여 중요한 항구도시인 캄바트를 점령했다. 샨카는 심하나의 지원을 받아 차울루키가 장악한 영토를 두 번이나 공격했지만, 어쩔 수 없이 후퇴해야만 했다. 차울루키아-야다바 사이의 갈등은 1232년에 서로 평화협정을 맺음으로써 종식되었다. 1240년대에 라바나프라사다의 손자인 비살라데바가 차울루키아 왕조로부터 권력을 찬탈하고 바겔라 왕조를 건국했다. 심하나는 다시 군대를 모아 구자라트로 쳐들어갔지만 성공하지 못했고, 오히려 야다바 장군 라마(크홀쉬바라의 아들)가 전투에서 사망하는 등 적지 않은 피해를 입었다.

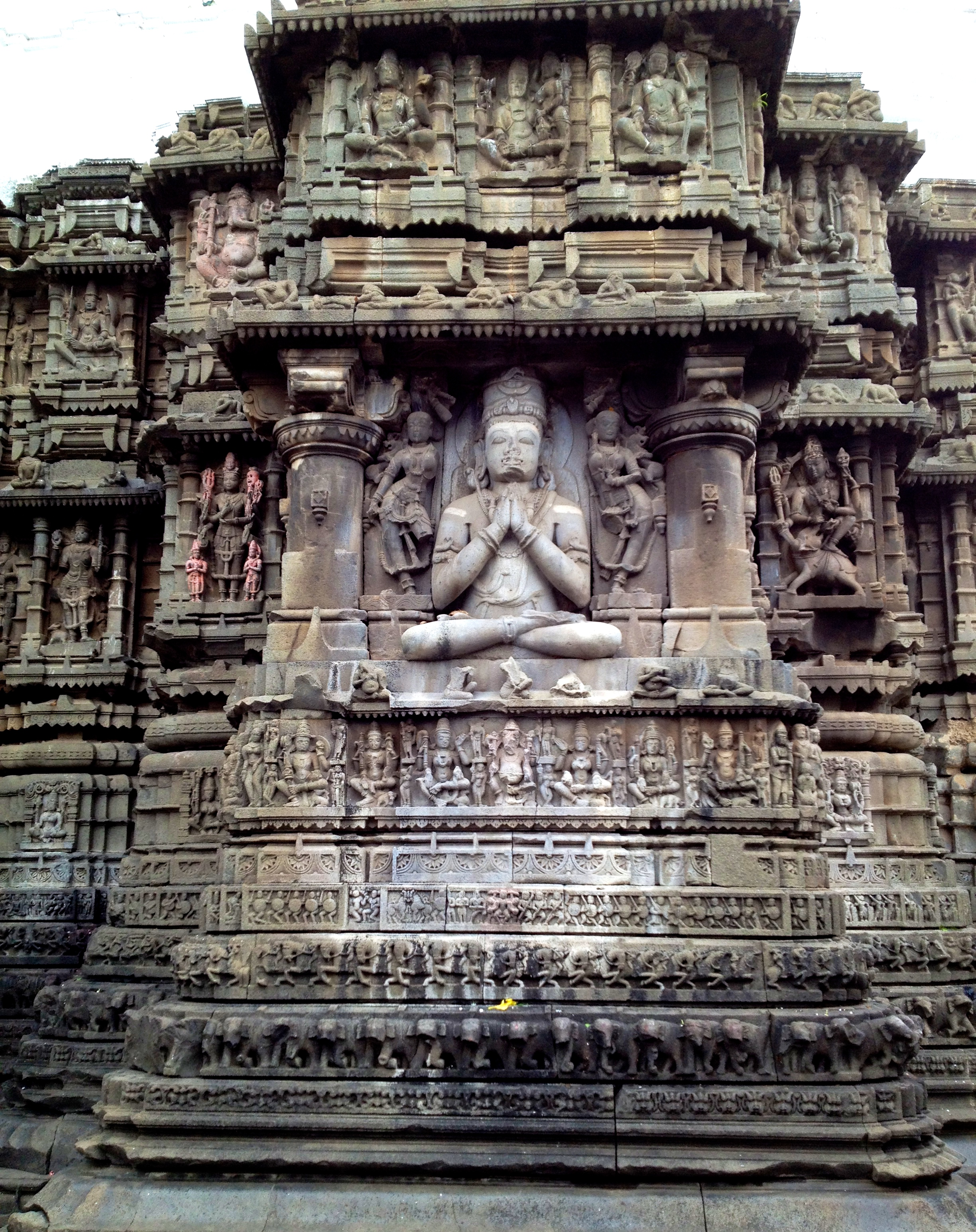
13세기 무렵에 건축된 아운다 나그나트 사원

몇몇 봉신들은 계속해서 야다바 왕조와 호이살라 왕국 사이에서 충성을 옮겨다녔고, 기회가 주어질 때마다 그들의 독립을 주장했다. 심하나의 장군 비차나는 라타 왕조, 다르와드의 구타 왕조, 한갈의 카담바 왕조, 고아의 카담바 왕조 등 여러 봉신들을 제압했다. 카카티야 왕 가나파티 역시 그 중 하나로 몇 년 동안 야다바 왕조의 봉신으로서 섬겼으나, 심하나의 통치가 끝날 무렵에 독립을 선언했다. 그러나 가나파티는 야다바 왕조에게 공격적인 태도를 취하지 않았으므로 심하나의 치세 동안 두 왕조 사이에 큰 갈등은 일어나지 않았다.
심하나를 계승한 그의 손자 크리슈나(또는 알리아스 칸나라)는 델리 술탄국의 침공으로 약해진 말와 왕국을 공격했다. 그는 1250년 이전에 말와 왕을 한번 물리쳤지만, 이 승리로 영토를 합병하지는 못했다. 크리슈나는 또한 바겔라 왕조가 지배하던 구자라트 왕국을 침공했지만, 양 측 모두 승리를 주장하는 등 그 결과가 불분명하다. 이후 벌어진 호이살라와의 전쟁 또한 마찬가지로 두 왕조 다 승리를 주장하기 때문에 정확한 결과를 알지 못한다.
크리슈나의 동생이자 후계자인 마하데바는 콘칸 북부 실라하라 왕조의 슈메슈바라가 일으킨 반란을 진압했다. 이후 그는 카카티야 왕조에서 여왕 루드라마데비에 대항하는 반란이 일어난 틈을 타 카카티야 동부를 침입했지만, 이는 격퇴된 것으로 보인다. 그는 또한 남부의 호이살라 왕국을 침략했으나 이 역시 호이살라 왕 나라심하 2세에 의해 격퇴되었다. 실패가 계속해서 이어지자, 카담바계 봉신들이 그에게 반기를 들었다. 그러나 이 반란은 1268년경 그의 장군 발리게 데바에 의해 진압되었다.
마하데바는 그의 아들 암마나에 의해 계승되었고, 다시 암마나는 1270년까지의 짧은 통치 이후 크리슈나의 아들 라마찬드라에 의해 퇴위되었다. 라마찬드라는 재위 전반기 동안 이웃 국가들을 상대로 매우 공격적인 정책을 펼쳤다. 1270년, 라마찬드라는 파라마라 왕조의 내분으로 약해진 북부의 말와 왕국을 침공하여 파라마라 군대를 손쉽게 격파했다. 그는 북서쪽의 구자라트 왕국 역시 공격했는데, 양 측 모두 승리를 주장하여 결과는 불분명하다. 1275년, 그는 장군 티카마에게 강력한 군대를 주어 남부의 호이살라 왕국으로 진군하도록 했다. 티카마는 침공한 뒤 많은 약탈을 일삼았지만, 결국 1276년에 반격을 받아 후퇴할 수 밖에 없었다. 라마찬드라는 라이추르를 포함한 그의 영토 일부를 카카티야에게 빼앗기기도 했다.
라마찬드라의 푸루쇼타마푸리 명문은 그가 야다바 왕조의 북동쪽 영토를 확장시켰음을 보여준다. 우선 그는 바즈라카라(아마도 오늘날의 바이라카라)와 반다라의 통치자들을 복속시켰으며, 파라마라와 찬델라, 그리고 델리 술탄국에 의해 멸망한 칼라추리 왕조의 영토로 진군하여 옛 칼라추리 수도 트리푸리(오늘날 자발푸르 근처의 테와르)를 점령했다. 그는 또한 바라나시에 신전을 건설했는데, 이것은 델리 술탄국이 북인도의 가하다발라 왕조를 침공하면서 발생한 혼란을 틈타 야다바군이 바라나시를 2~3년 동안 점령했을 가능성이 있음을 시사한다. 이후 그는 콘칸과 상가메슈와르에서 일어난 봉신들의 반란을 진압하기도 했다.

### 멸망

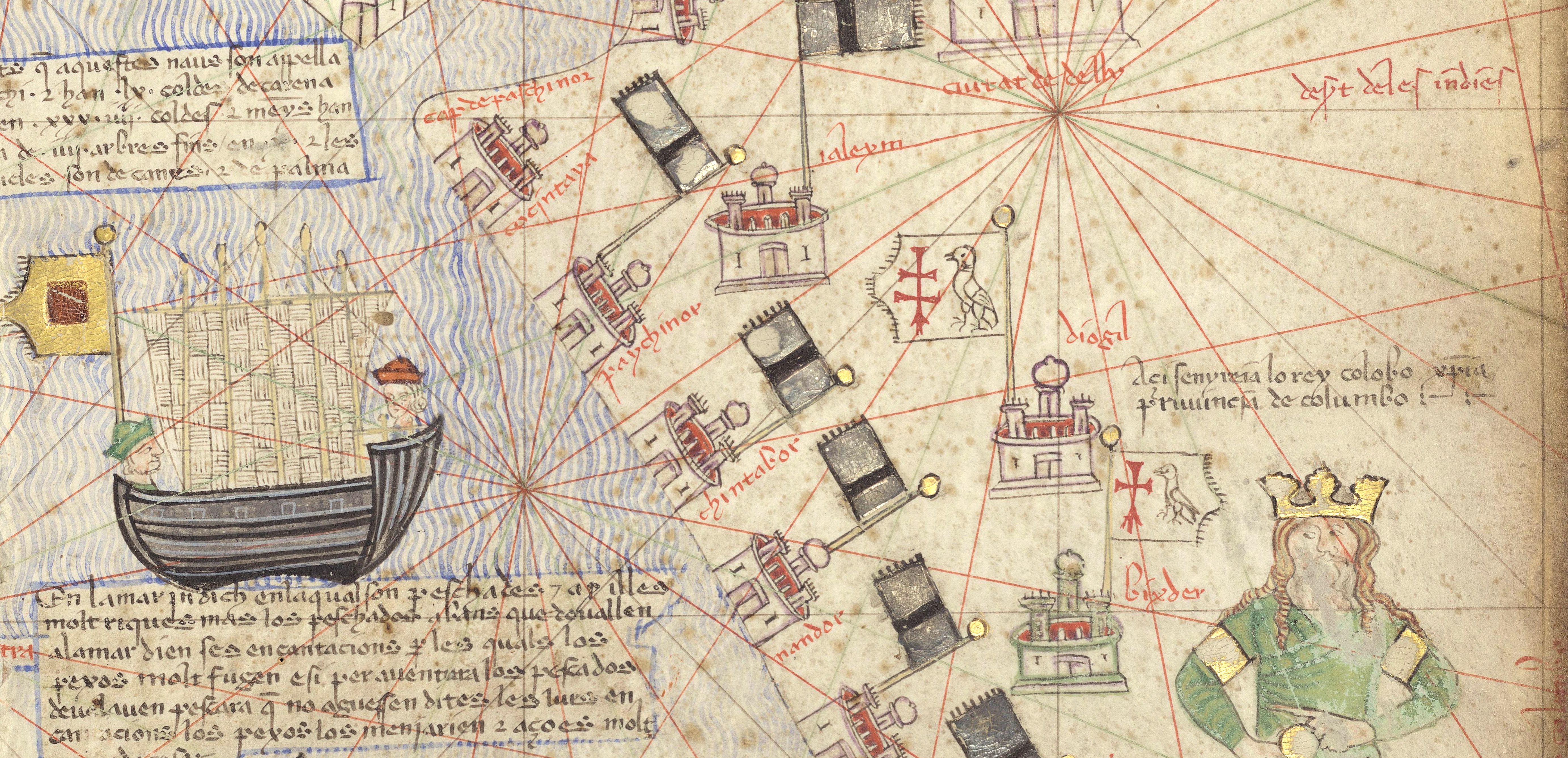
야다바 왕조의 수도 '데바기리(지도에서는 디오길 또는 데오기리)'를 중심으로 묘사된 카탈루냐 아틀라스의 인도 서부 해안 그림(1375). 해안 도시들에는 델리 술탄국에게 장악되었음을 의미하는 검은 깃발이 걸려져 있고, 오직 데바기리만이 혼자 다른 깃발을 내걸고 있다. 데바기리는 결국 1307년 할지 왕조의 알라웃딘 할지에게 함락되었다. 한편 왼쪽의 무역선에는 일 칸국의 깃발이 게양되어 있다.

그러나 라마찬드라는 1270년대 이후부터 인도 북부에서 온, '믈레차' 또는 '투루카스'라 불린 튀르크-페르시아 이슬람 군대의 대대적인 침공에 직면해야 했다. 역사학자 P.M. 조쉬는 이것이 자랑스러운 주장이라고 일축하면서, 라마찬드라가 고아와 차울 사이의 해안 지역에서 '무슬림 관리들을 기만'했을 수도 있다고 제안했다. 1296년, 델리 술탄국의 알라 웃 딘 킬지가 데바기리를 기습하는 데 성공했다. 라마찬드라는 거액의 몸값을 지불하고 매년 공물을 바칠 뿐만 아니라, 델리 술탄의 봉신이 되는 조건으로 델리 술탄국 군대를 물러나게 했다.
하지만 이는 지켜지지 않았고, 1300년대 동안 야다바 왕조는 델리에 매년 공물을 보내는 것을 중단했다. 1307년, 알라 웃 딘은 말리크 카푸르가 이끄는 대군을 크와자 하지와 함께 데바기리로 파견했다. 그들은 약화된 야다바 군대를 별다른 전투 없이도 손쉽게 격파한 뒤, 곧 데바기리를 함락시켰다. 라마찬드라는 델리로 끌려갔고, 남인도의 힌두 왕국들을 제압하는 데 도움을 주겠다고 약속한 대가로 겨우 돌아올 수 있었다. 1310년 말리크 카푸르는 데바기리를 거점으로 하여 카카티야 왕국을 공격했다. 카카티야 약탈로부터 얻은 부는 델리 술탄국에 고용된 용병들의 임금 지불에 쓰였다.
라마찬드라의 후계자 심하나 3세는 1313년 말리크 카푸르를 보내 데바기리를 탈환한 알라웃딘 할지의 패권에 도전했다. 심하나 3세는 이어진 전투에서 전사했고, 델리 술탄국의 군대는 데바기리를 점령했다.
1317년, 말리크 카푸르와 그의 후임 총독 아인 알물타니가 델리로 소환된 틈을 타서 심하나 3세의 후계자 하라팔라데바가 데바기리를 탈환하고 독립을 선언했다.
그러자 델리 술탄 쿠트브 웃딘 무바라크 샤는 대군을 이끌고 데바기리로 진격했다. 그의 군대가 데바기리에 도착하자, 하라팔라데바를 제외한 모든 지방 토후들이 아무런 저항 없이 델리로부터의 종주권을 받아들였다.
하라팔라데바는 그의 1만 명의 기병과 함께 데바기리 서부의 구릉지로 피신하여 저항을 이어나갔으나, 얼마 있지 않아 사로잡혀 참수되었다. 그의 죽음과 함께 야다바 왕조의 역사가 막을 내렸다. 이후 야다바 왕조의 영토는 할지 왕조에게 완전히 합병되었다.
몇 년 후, 할지 왕조를 무너뜨리고 세워진 투글루크 왕조의 술탄 무함마드 빈 투글루크는 도시의 이름을 다울라타바드로 바꾸었다.

## 역대 통치자

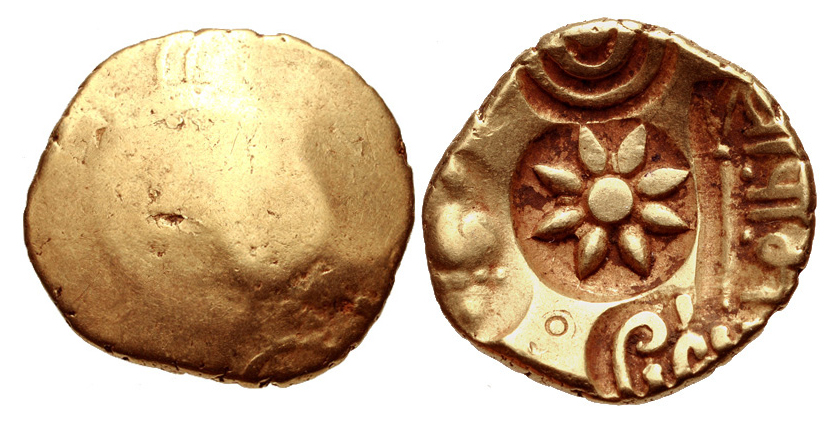
라마찬드라(1270~1311) 시기에 주조된 동전. 2개의 슈리(Śrī, 산스크리트어로 존경, 부, 번영을 나타내는 말) 및 소라고둥 껍질, 그리고 '슈리 라마(śri rama)'라는 글자가 원형 틀을 이루고 있고, 그 가운데에 연꽃 상징물이 새겨져 있다.

세우나/야다바 왕조의 통치자는 다음과 같다.
봉신
- 드리다프라하라, 860~880년
- 세우나찬드라, 880~900년
- 다디야파 1세, 900~?년
- 빌라마 1세, 925년
- 라주기, 950~970년
- 반두기, 970~985년
- 다디야사, 970~985년
- 빌라마 2세, 985~1005년
- 베수기 1세, 1005~1025년
- 빌라마 3세, 1025~?
- 베수기 2세, ?~1050년
- 세우나찬드라 2세, 1050~1085년
- 아이람마데바, 1085~1105년
- 심하나 1세, 1105~1120년
- 알려지지 않은 무명의 통치자들, 1120~1145년 사이
- 말루기, 1120년~1145년
- 아마라-강게야
- 아마라-말루기
- 칼리야-발랄라, ?~1175년
- 빌라마 5세, 1175~1187년

황제

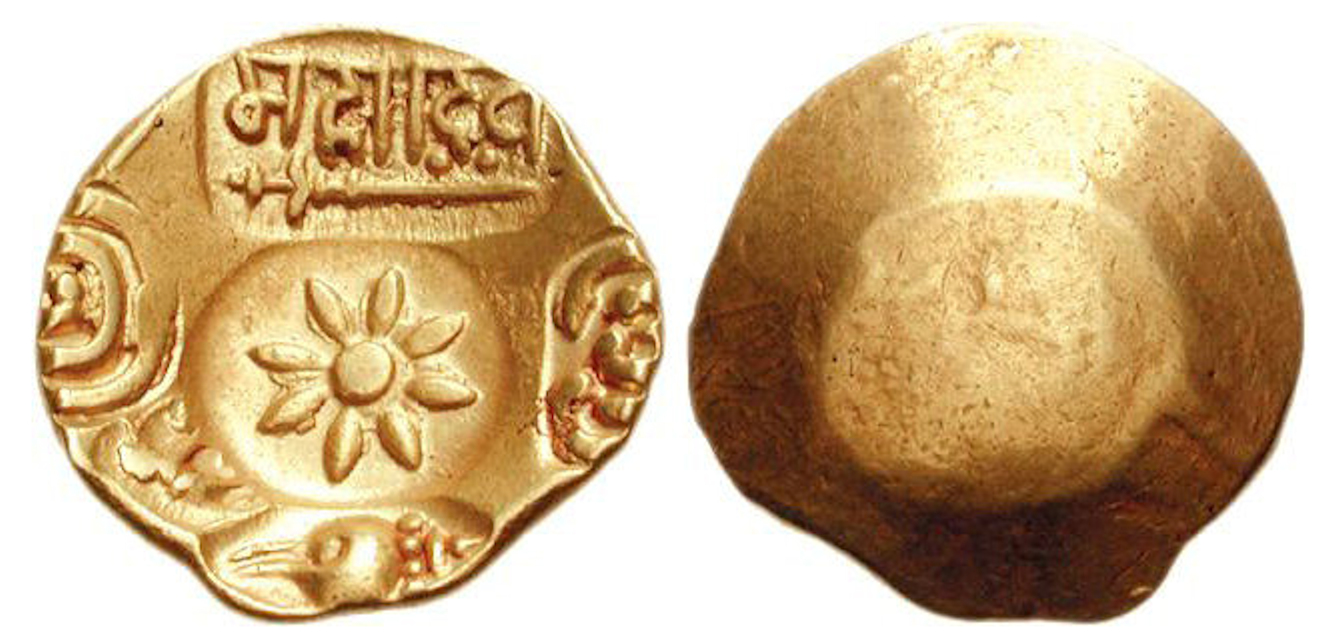
마하데바(1261~1270) 시기에 주조된 동전. 라마찬드라의 동전과 마찬가지로 여러 요소들로 구성된 원형 틀 가운데 연꽃 상징물이 새겨져 있다. 차이점은 상단 칼 상징물 위의 '라마데바'라는 글자와 코끼리가 추가되었다는 것이다.

- 빌라마 5세, 재위 1187~1191년
- 자이투기, 재위 1191~1200년 또는 1191~1210년
- 심하나 2세, 재위 1200~1246년 또는 1210~1246년
- 크리슈나, 재위 1246~1261년
- 마하데바, 재위 1261~1270년
- 암마나, 재위 1270년
- 라마찬드라, 제위 1271~1308년

할지 왕조 델리 술탄의 봉신
- 라마찬드라, 1308~1311
- 심하나 3세, 1311~1313
- 하라팔라데바, 1313~1317

## 문학

### 마라티어
야다바 왕조는 마라티어를 공용어로 사용한 최초의 주요 인도 왕조 중 하나였다. 마하라슈트라 지역에서는 일찍이 산스크리트어와 칸나다어가 비문에 사용되는 공식적인 언어로서 자리잡았지만, 그 후 야다바 통치자들의 노력으로 적어도 부분적으로는 마라티어가 이 지역의 지배적인 공식 언어가 되었다. 비록 그들이 마라타 출신이 아니라고는 하지만, 그들의 통치가 끝나갈 무렵에, 그들은 확실히 자신을 마라타와 동일시했던 것으로 보인다. 초기 마라티어 문헌은 야다바 통치 기간 동안 등장했는데, 때문에 일부 학자들은 이것이 야다바 통치자들의 후원으로 설립되었다는 이론을 주장했다. 그러나 야다바 왕실이 마라티어를 일반 대중과의 연결 및 소통을 위한 중요한 언어로 여겼던 것은 맞지만, 국가 예산으로 마라티어 문학 제작을 후원했다는 증거는 딱히 발견되지 않았다.
야다바 왕조의 재상 헤마드리는 궁정 언어에서 마라티어의 지위를 높이기 위해 산스크리트어 표현으로 마라티어를 공식화하려고 시도했다. 시인 드야네슈와르는 라마찬드라의 통치 기간 도중인 1290년 무렵에 힌두교 경전 『바가바드 기타』에 대한 마라티어 해설 『드아네슈와리』를 썼으며, '아방가(abhanga)'라고 불리는 노래들을 작곡했고, 산스크리트어 경전들을 대거 번역함으로써 마라티어에게 더 높은 지위를 부여했다. 무쿤다라자는 야다바 시대에 마라티어로 된 철학 논문인 《파라맘리타》와 《비베카신두》를 썼다. 야다바 시대 후기에 마하라슈트라 지역에서 두각을 나타낸 마하누브하바 종교 분파는 마라티어의 문학적 위상을 한 층 더 높여주었다. 마히마바타는 그 종파의 창시자 차크라다라의 전기인『릴라 샤리트라』를 썼다.『릴라 샤리트라』의 본문은  브라만교를 숭배하던 헤마드리가 차크라다라의 인기를 질투했으며, 야다바 왕 라마찬드라가 요술적인 힘으로 도망친 차크라다라를 죽이라고 명령했다고 기술한다. 그러나 이 주장은 역사성이 의심스럽다.

### 칸나다어

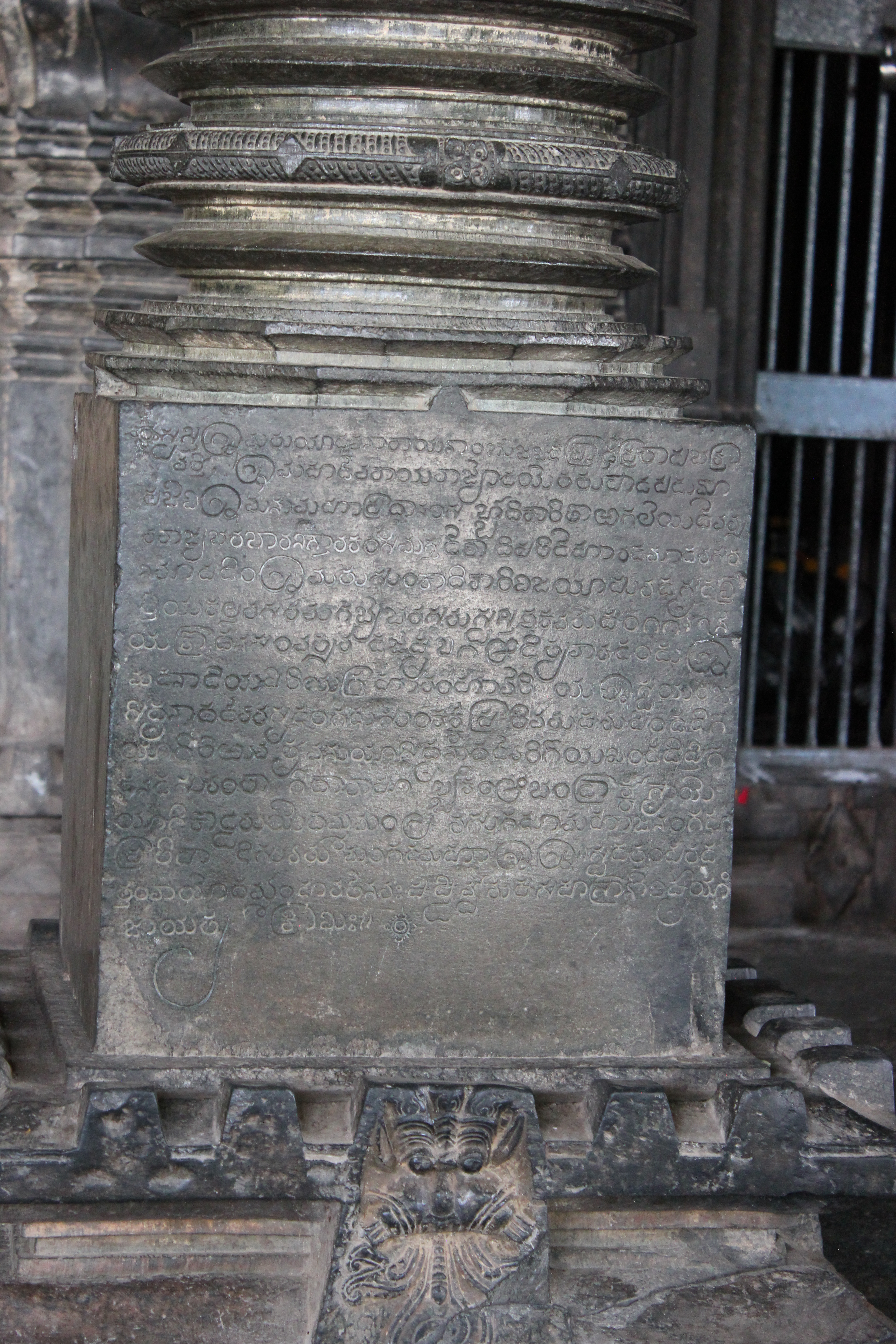
하베리의 싯데스바라 사원기둥 기단 위에 있는, 야다바 왕조에 의해 제작된 고대 칸나다어 명문(13세기).

여러 비문에서 알 수 있듯이, 칸나다어는 야다바 시대 후반까지 궁정 언어로서 사용되었다. 또한 칸나다어는 예술 분야에서도 사용되었는데, 특히 음악 및 문학 분야에서 그 쓰임이 두드러진다. 예를 들어, 빌라마 5세의 후원을 받았던 자이나교 학자 카말라브하바는《산티쉬와라 푸라나》를, 또 다른 음악가 아차나는 1198년에 《바르다마나 푸라나》를 작곡했다. 아무기데바는 심하나 2세의 후원을 받아 수많은 바차나(칸나다어 시)와 노래를 썼다. 판다라푸르의 차운다라사는 1300년경에 《다샤쿠마라 샤리테》라 이름 붙혀진 일종의 로맨스 소설을 집필했다.

### 산스크리트어
심하나 2세는 학문과 문학의 위대한 후원자였다. 그는 유명한 천문학자 바스카라차리야의 업적을 연구하기 위해 천문학 대학을 설립했다. 인도 음악 중 산스크리트어로 쓰여진 권위 있는 음악 작품인 《산기타 라트나카라》는 심하나 2세의 통치 기간 동안 사른가데바(Śārṅgadeva)에 의해 쓰여졌다.
재상 해마드리는 산스크리트어 백과사전인 『차투르바르가 친타마니』를 편찬했고, 자신의 이름을 딴 '헤마다판티'라는 양식으로 많은 사원을 건축했다. 또한 그는 '바이디아크샤스트라(의학)'에 관한 많은 책을 집필했으며 바즈라(진주 기장) 재배 방법을 소개·전파하였다.
야바나 시대에 만들어진 다른 산스크리트어 문학 작품은 다음과 같다.
- 잘하나의 『수크티무크타발리』
- 자야심하 수리의 『함미라마다나』
- 바스카라차리야의 『카르나쿠투할라』와 『싯단타 시로마니』
- 바라하미하라의 『브리자차타카』
- 브라마굽타의 『브리하트푸타 싯탄다』에 대한 아난타데바의 해설
- 하리팔라데바의 『숑깃타수다카』는 인도 고전 음악을 힌두 음악과 카르나틱 음악으로 분리했으며, 음악 분야에 대한 무슬림의 영향력을 처음으로 인정한 작품 중 하나이다.[83]

## 건축
야다바 건축의 정수인 곤데슈와르 사원은 인도 마하라슈트라주 나시크 지역 신나르에 위치한 힌두교 사원이다. 이는 판차야타나 양식으로 지어졌는데, 이에 따라 사원의 중심부에는 시바를 모시는 본당이 위치해 있으며, 그 주위의 대각선으로는 각각 수리야, 비슈누, 파르바티, 가네샤를 모신 4개의 부속 사당(소사당)이 있다. 이 건축물의 기원은 11세기 또는 12세기로 다양하게 거슬러 올라간다.

1987년의 모습
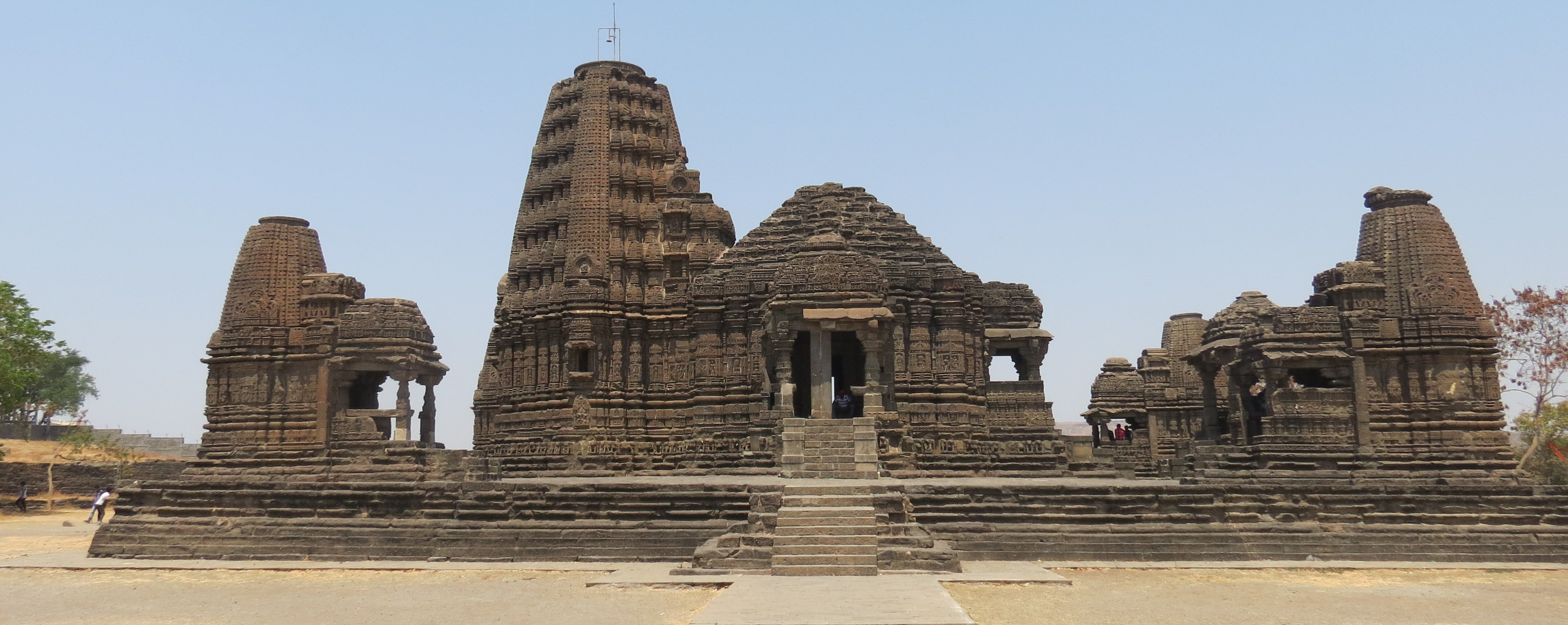
2017년의 모습
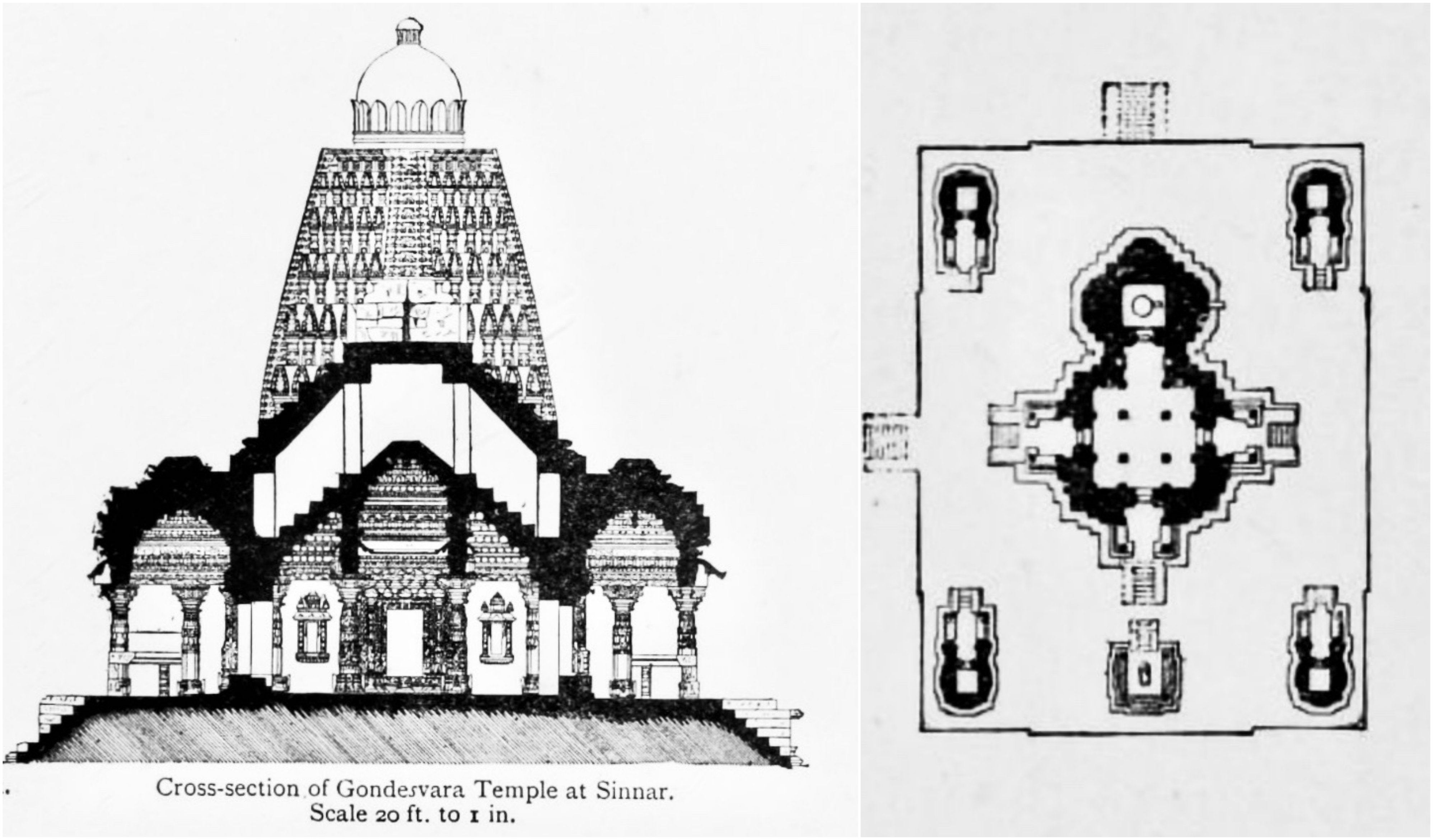
단면도 및 건축 도면

### 서지
- Cyril M. Harris (2013). 《Illustrated Dictionary of Historic Architecture》. Courier. 806쪽. ISBN 978-0-486-13211-2.
- A. S. Altekar (1960).  Ghulam Yazdani, 편집. 《The Early History of the Deccan Parts》. VIII: Yādavas of Seuṇadeśa. Oxford University Press. OCLC 59001459.[깨진 링크(과거 내용 찾기)]
- A. V. Narasimha Murthy (1971). 《The Sevunas of Devagiri》. Rao and Raghavan.
- Christian Lee Novetzke (2016). 《The Quotidian Revolution: Vernacularization, Religion, and the Premodern Public Sphere in India》. Columbia University Press. ISBN 978-0-231-54241-8.
- Cynthia Talbot (2001). 《Precolonial India in Practice: Society, Region, and Identity in Medieval Andhra》. Oxford University Press. ISBN 978-0-19-803123-9.
- Colin P. Masica (1993). 〈Subsequent spread of Indo-Aryan in the subcontinent and beyond〉. 《The Indo-Aryan Languages》. Cambridge University Press. ISBN 978-0-521-29944-2.
- Onkar Prasad Verma (1970). 《The Yādavas and Their Times》. Vidarbha Samshodhan Mandal. OCLC 138387.
- P. M. Joshi (1966). 〈Alauddin Khalji's first campaign against Devagiri〉.   H. K. Sherwani. 《Dr. Ghulam Yazdani Commemoration Volume》. Maulana Abul Kalam Azad Oriental Research Institute. OCLC 226900.
- Shrinivas Ritti (1973). 《The Seunas: The Yadavas of Devagiri》. Department of Ancient Indian History and Epigraphy, Karnatak University.
- Suryanath Kamat (1980). 《A Concise History of Karnataka》. Archana Prakashana.
- T. V. Mahalingam (1957). 〈The Seunas of Devagiri〉.   R. S. Sharma. 《A Comprehensive history of India: A.D. 985-1206》. 4 (Part 1). Indian History Congress / People's Publishing House. ISBN 978-81-7007-121-1.
- Takeo Kamiya (2003). 〈Sinnar: Gondeshwara temple〉. 《The Guide to the Architecture of the Indian Subcontinent》. 번역 Annabel Lopez and Bevinda Collaco. Architecture Autonomous. ISBN 978-4-88706-141-5.